# 簡浩
簡浩（英語：Douglas Creighton，直译：「道格拉斯·克雷頓」，1985年3月7日—）為臺美混血男子籃球教練、前運動員，場上位置為小前鋒，現擔任台灣職業籃球大聯盟福爾摩沙夢想家總教練。簡浩的母親為臺灣人，父親則是美國人，簡浩生於臺灣臺北市，10歲時返回臺灣就讀台北美國學校，18歲時跟著父親前往美國底特律求學，2007年畢業於邁唐那大學心理系，之後在時任SBL超級籃球聯賽台灣啤酒副領隊陳建州仲介下以洋將身分加入璞園建築。第6季SBL簡浩效力於臺灣銀行，取得中華民國身分證後投入新人選秀會，以狀元之姿被臺灣銀行選中。
2019年9月簡浩以「2+1」年合約轉戰裕隆納智捷。2021年7月簡浩加盟P. LEAGUE+福爾摩沙台新夢想家。2022年5月15日，簡浩在作客臺北富邦勇士的比賽中全場三分球18投9中，攻下31分，三分球出手次數與命中次數雙雙寫下P. LEAGUE+本土球員單場新高紀錄。2023年8月4日，夢想家宣布與簡浩簽下兩年延長合約。
2025年7月29日，福爾摩沙夢想家宣布簡浩正式退役，並擔任夢想家總教練。

## 外部連結
- 簡浩的Instagram帳戶
- 簡浩在fiba.basketball（英语）
- 簡浩在archive.fiba.com（存檔）（英语）
- 簡浩在中国男子篮球职业联赛官網
- 簡浩在P. LEAGUE+官網
- 簡浩在台灣職業籃球大聯盟官網
- 簡浩在Basketball-Reference.com（國際）（英语）
- 簡浩在Eurobasket.com（球員）（英语）
- 簡浩在Proballers（英语）
- 簡浩在RealGM（球員）（英语）
- 簡浩在中国篮球数据库
- 簡浩在Flashscore（英语）